# Spodnjeposavska
Spodnjeposavska is een statistische regio in Slovenië. De regio's vormen in Slovenië geen bestuursniveau: Slovenië kent slechts het gemeentelijke en landelijke bestuur.
Tot Spodnjeposavska behoren de volgende gemeenten:
- Brežice
- Kostanjevica na Krki
- Krško
- Sevnica

Gorenjska · Goriška · Jugovzhodna Slovenija · Koroška · Notranjskokraška · Obalnokraška · Osrednjeslovenska · Podravska · Pomurska · Savinjska · Spodnjeposavska · Zasavska